# Proacidalia yopala
Proacidalia yopala är en fjärilsart som beskrevs av Hans Fruhstorfer 1912. Proacidalia yopala ingår i släktet Proacidalia och familjen praktfjärilar. Inga underarter finns listade i Catalogue of Life.